# Ctenucha popayana
Ctenucha popayana là một loài bướm đêm thuộc phân họ Arctiinae, họ Erebidae.